# Montevideo Open 2022
Il Montevideo Open 2022 è stato un torneo di tennis giocato su campi in terra rossa. È stata la 2ª edizione dell'evento femminile facente parte dei tornei WTA 125 nell'ambito del WTA 125 2022. Si è giocato presso il Carrasco Lawn Tennis Club di Montevideo, in Uruguay, dal 21 al 27 novembre 2022.

## Partecipanti al singolare
| Nazione       | Giocatrice                  | Ranking | Testa di serie* |
| ------------- | --------------------------- | ------- | --------------- |
| Montenegro    | Danka Kovinić               | 71      | 1               |
| Ungheria      | Panna Udvardy               | 83      | 2               |
| Slovenia      | Tamara Zidanšek             | 86      | 3               |
| Italia        | Sara Errani                 | 108     | 4               |
| Ungheria      | Réka Luca Jani              | 110     | 5               |
| Ucraina       | Kateryna Baindl             | 113     | 6               |
| Brasile       | Laura Pigossi               | 115     | 7               |
| Corea del Sud | Jang Su-jeong               | 118     | 8               |
| Andorra       | Victoria Jiménez Kasintseva | 121     | 9               |
| Francia       | Léolia Jeanjean             | 125     | 10              |

* Ranking al 14 novembre 2022.

### Altre partecipanti
Le seguenti giocatrici hanno ottenuto una wild card per il tabellone principale:
- Martina Capurro Taborda
- Guillermina Grant
- Julia Riera
- Solana Sierra

Le seguenti giocatrici sono passati dalle qualificazioni:
- Emiliana Arango
- Tímea Babos
- Eva Vedder
- You Xiaodi

La seguente giocatrice è entrata in tabellone come lucky loser:
- Yvonne Cavallé Reimers

### Ritiri
Prima del torneo
- Julia Grabher → sostituita da  Diana Šnaider
- Maja Chwalińska → sostituita da  Kateryna Baindl
- Danka Kovinić → sostituita da  Rosa Vicens Mas
- Elizabeth Mandlik → sostituita da  Irina Bara
- Chloé Paquet → sostituita da  Hailey Baptiste
- Nuria Párrizas Díaz → sostituita da  María Carlé
- Panna Udvardy → sostituita da  Yvonne Cavallé Reimers

## Partecipanti al doppio

### Teste di serie
| Nazione     | Giocatrice             | Nazione     | Giocatrice         | Rank1 | Seed |
| ----------- | ---------------------- | ----------- | ------------------ | ----- | ---- |
| Ungheria    | Tímea Babos            | Georgia     | Ekaterine Gorgodze | 175   | 1    |
| Brasile     | Ingrid Gamarra Martins | Brasile     | Luisa Stefani      | 186   | 2    |
| Venezuela   | Andrea Gámiz           | Paesi Bassi | Eva Vedder         | 218   | 3    |
| Stati Uniti | Jessie Aney            | Stati Uniti | Ingrid Neel        | 221   | 4    |

* Ranking al 14 novembre 2022.

### Altre partecipanti
La seguente coppia ha ricevuto una wild card per il tabellone principale:
- Guillermina Grant /  Noelia Zeballos

## Campioni

### Singolare
Diana Šnaider ha sconfitto in finale  Léolia Jeanjean con il punteggio di 6-4, 6-4.

### Doppio
Ingrid Gamarra Martins /  Luisa Stefani hanno sconfitto in finale  Quinn Gleason /  Elixane Lechemia con il punteggio di 7-5, 6(6)-7, [10-6].